# Андреевский (Марий Эл)
Андреевский (мар. Андри Почиҥга) — починок в Мари-Турекском районе Республики Марий Эл. Входит в состав городского поселения Мари-Турек.

## География
Находится в восточной части республики Марий Эл на расстоянии приблизительно 2 км по прямой на юго-запад от районного центра посёлка Мари-Турек.

## История
Основан в начале XX века. В 1905 году в починке насчитывалось 11 дворов, проживало 70 человек, в 1923 98. В 1941 году в починке насчитывалось 26 домов, в которых проживало 6 русских семей, 1 татарская семья и 19 марийских семей. В 1947 году в Андреевском проживало 109 человек, в 1979 осталось 43. В 2000 году в нём оставалось всего 6 домов. В советское время работали колхозы «Самолёт», «Большевик», имени Мосолова и имени Ленина.

## Население
Население составляло 19 человек (мари 95 %) в 2002 году, 6 в 2010.